# Pécroti vasúti baleset
A pécroti vonatbaleset 2001. március 27-én történt Pécrot falunál, Grez-Doiceau községben, Belgiumban. A baleset során két személyszállító vonat ütközött össze. A baleset az elmúlt negyed évszázad legsúlyosabb vasúti balesete volt az országban.

## Az események időrendje
- 8:41 - Wavre állomáson egy vasúti jelzőőr észrevette, hogy egy utasokat nem szállító vonat a tilos jelzés ellenére elindult a negyedik vágányon Leuven irányába.
- 8:42 - A wavrei jelzőőr felvette a kapcsolatot a leuveni jelzőőrrel, hogy értesítse azt a vonatról, azonban a wavrei jelzőőr csak franciául, míg a leuveni jelzőőr csak hollandul tudott, ezért az üzenetet ez utóbbi nem értette meg teljesen pontosan.
- 8:43 - A wavrei jelzőőr megpróbálta lekapcsolni az áramellátásról a vasúti felsővezetéket a tévesen elindult vonat vágányánál. A szabályzat szerint áramkimaradás esetén a mozdonyvezetőnek csökkentenie kell a sebességet, és ebben az esetben óvatosan tovább haladhat, mindaddig amíg a szerelvény mozog. Az áramellátás kikapcsolása azonban Wavre felől nem volt lehetséges, ezért a jelzőőr értesítette a brüsszeli központot az esetről.
- 8:46 - A brüsszeli központból megpróbálták elérni a mozdony vezetőjét, de az nem sikerült. A brüsszeli központból ezért megpróbálták kiértesíteni a Leuven felől Wavre irányába tartó személyvonat vezetőjét az esetről. A Leuven felől érkező szerelvény ugyanazon a vágányon haladt, mint az elszabadult vonat, épp szemben egymással. A brüsszeli központnak ismét nem sikerült elérni a mozdonyvezetőt.
- 8:47 - A felsővezetékben az áramot lekapcsolták, de ekkor már késő volt a vonatok számára, hogy kellően lelassuljanak.
- 8:50 - A két vonat összeütközött, amelynek következtében 8 ember életét vesztette és tizenketten megsebesültek.[1]

## Okok
A balesetnek alapvetően két oka volt. Az egyik, hogy a Wavre felől rossz időben elindult üres személyvonat vezetője tapasztalatlan volt. A mozdony olyan helyen állt meg, ahonnét nem láthatta, hogy a jelzés tilosat mutat. A másik fő oka a balesetnek az volt, hogy a belga vasúttársaságnál bár több hivatalos nyelv is elfogadott, azonban a vasúti jelzőőrök mégsem tudtak egymással kommunikálni, mivel nem volt közös nyelv, amin megértették volna egymást. A belga vasúttársaság által lefolytatott vizsgálat bebizonyította, hogy a baleset okai egyértelműen emberi mulasztásból adódtak.

## Fordítás
- Ez a szócikk részben vagy egészben  a   Pécrot rail crash című angol Wikipédia-szócikk ezen változatának fordításán alapul.  Az eredeti cikk szerkesztőit annak laptörténete sorolja fel. Ez a jelzés csupán a megfogalmazás eredetét és a szerzői jogokat jelzi, nem szolgál a cikkben szereplő információk forrásmegjelöléseként.